# Teodorico Maquir
Teodorico Maquir ou Teodorico Makir (c. 730 - ?) foi um nobre da Alta Idade Média francesa, tendo sido detentor do título de Duque de Toulouse.

## Relações familiares
Foi filho de Habibai Ben Natronai, casado nas segundas núpcias de Auda de França (732 - 793), filha de Carlos Martel (688 — Quierzy-sur-Oise, 15 de Outubro de 741) e de Svanahilda da Baviera, de quem teve: 
1. Belo de Carcassone (755 - 812)[1][2] é tido como conde de Carcassonne desde o ano de 790 até sua morte. É igualmente tido como sendo o fundador da dinastia Bellonid de Carcassonne e Razès que atingiu seu culminar na pessoa de Vifredo I de Barcelona "o Cabeludo"[3], o progenitor, da Casa de Barcelona e encontrando-se documento entre os anos 778 e 812[4]. Casou com Nimilde ou Cunigunda.